# Fuite de documents confidentiels américains
Début avril 2023, une fuite importante de documents confidentiels et de rapports américains est révélée par le New York Times. Elle concerne des évaluations et des rapports d'agences de renseignement américaines liées à la guerre en Ukraine, ainsi que d'alliés des États-Unis.

## Contenu des documents
Le Washington Post travaille sur une série de documents américains confidentiels ayant fuité au début du mois. Sur cette base, le journal y détaille entre autres certaines pratiques de la Russie et du groupe Wagner dans plusieurs pays africains.
Les documents contiendraient également un certain nombre d'informations concernant la guerre en Ukraine, le stock d'armes et de munitions, la stratégie de contre-offensive prévue par Kiev, ou la situation du front à Bakhmout. Certains documents auraient trait aux pertes subies par les deux camps.
L'un de ces documents montrerait que les États-Unis auraient espionné le président ukrainien Volodymyr Zelensky.
La fuite des documents secrets concerne notamment des évaluations et des rapports des services de renseignement américains non seulement liés à la guerre en Ukraine, mais aussi au sujet d'autres pays dont des alliés des États-Unis – la Corée du Sud, Israël ou encore l’Égypte. Les documents révèlent notamment le projet secret de l'Égypte consistant à fournir une quantité importante de roquettes à la Russie.

## Enquête
Les États-Unis tentent d'évaluer les risques liés à la fuite de documents classifiés. Le ministère de la Justice, qui a ouvert une enquête le 8 avril, tente d'identifier la source des fuites et examine encore la validité des documents diffusés. Selon des sources sud-coréennes notamment, un nombre important de documents auraient été falsifiés, en particulier par des canaux pro-russes.
Le 13 avril 2023, le FBI arrête Jack Teixeira, sans incident, dans la ville de Dighton, au sud de Boston et à l'est de Providence. Employé subalterne de la Garde nationale aérienne américaine affecté au 102nd Intelligence Wing (en), cet homme de 21 ans est suspecté d'être à l'origine des fuites de données. Il aurait diffusé sur un groupe Discord des documents dérobés dans la base où il travaillait. Les membres du groupe, pour une partie Russes et Ukrainiens, et d'un âge similaire à celui du suspect, auraient en commun la religion, l'admiration pour les armes à feu et la déception à l'égard du gouvernement américain,.

## Réactions
Selon la chaîne américaine CNN, les dirigeants ukrainiens seraient contrariés par la publication de ces documents.
En Corée du Sud, la fuite de documents confidentiels américains semble indiquer que les États-Unis ont espionné des conseillers du président Yoon Seok-youl en matière de sécurité nationale, afin de garantir des livraisons d'armes à l'Ukraine. L'annonce de cette fuite a suscité des critiques dans le pays concernant la vulnérabilité des communications au sein des administrations-clés du pays, comme la présidence. Des opposants politiques ont accusé le gouvernement de tenter de minimiser l'incident et d'apaiser les relations avec l'allié américain, avant la visite de Yoon Seok-youl à Washington le même mois. Ils ont exhorté celui-ci à enquêter sur ces allégations d'écoute. 
Une copie d'un des documents ayant fuité mentionne des discussions entre de hauts responsables de la sécurité nationale sud-coréenne concernant la fourniture à l'Ukraine d'armes et de munitions produites dans leur pays, et sur le risque d'une éventuelle violation de la doctrine nationale qu'elle pourrait provoquer. La ligne de conduite sud-coréenne consiste en effet à ne vendre aucune arme aux pays en guerre. Le document révèle qu'un responsable a suggéré d'exporter des munitions en Pologne pour contourner cette mesure.